# Pinetop Perkins
Joseph William Perkins (Belzoni, Mississippi, 1913. július 7. – Austin, Texas, 2011. március 21.) az amerikai Mississippi blues első generációjának zongoristája, énekese.
Nagyon sokáig kísérőzenészként játszott (többek között Muddy Waters együttesében). Hetvenöt évesen adta ki első szólólemezét. Kétszer kapott Grammy-díjat, valamint egy Grammy életmű-díjat. Élete végéig aktív volt.
Alig járt iskolába. Gitározni és zongorázni magától tanult meg. Kilencéves korától dohányzott, az ivást 82 éves korában hagyta abba. Ültetvényeken dolgozott és autót szerelt. Tízéves korától kocsmákban lépett fel. Úgy lett zongorista, hogy egy késszúrás következtében nem tudott többet gitározni.
A Pinetop's Boogie Woogie (Clarence Smith szerzeménye) lett a védjegye.
Ike Turner tőle tanult zongorázni. Az ötvenes években csak mezőgazdasági munkásként tudott megélni, a következő évtizedben a blues iránt megélénkülő érdeklődésnek hála visszatért a muzsikához.
Bekerült Muddy Waters Legendary Blues Band zenekarába és több, mint egy évtizedig ott zenélt (1980–1993).
1988-ban jelentette meg első saját lemezét. Aztán 1992-től – tizenöt éven át – minden évben kiadott egy-egy lemezt. 97 éves korában bekövetkezett halála idején még húsz koncertre volt szerződése.

## Lemezek
- 1976: Boogie Woogie King
- 1977: Hard Again
- 1988: After Hours
- 1992: Pinetop Perkins with the Blue Ice Band
- 1992: On Top
- 1993: Portrait of a Delta Bluesman
- 1995: Live Top
- 1996: Eye to Eye
- 1997: Born in the Delta
- 1998: Sweet Black Angel
- 1998: Legends
- 1998: Down In Mississippi
- 1999: Live at 85!
- 2000: Back On Top
- 2003: Heritage of the Blues: The Complete Hightone Sessions
- 2003: All Star Blues Jam
- 2004: Ladies Man
- 2007: 10 Days Out: Blues From The Backroads
- 2008: Pinetop Perkins and Friends
- 2010: Joined At the Hip
- 2012: Heaven

## Díjak
- Grammy-díj: 2005, 2008, 2011